# 安特·斯塔尔切维奇
安特·斯塔尔切维奇（1823年5月23日—1896年2月28日），是克罗地亚政治家、作家和社会活动家。 他支持克罗地亚民族独立以及大克罗地亚主义，认为所有的南斯拉夫人均为克罗地亚人。作为克罗地亚复兴的重要成员和克罗地亚权利党的创始人，他为克罗地亚民族主义奠定了基础。 由于他在奥匈帝国境内为克罗地亚人的权利而开展政治运动以及宣传克罗地亚独立，因此他被许多克罗地亚人尊称为国父。